# Amitostigma trifurcatum
Amitostigma trifurcatum är en orkidéart som beskrevs av Tang, F.T.Wang och Kai Yung Lang. Amitostigma trifurcatum ingår i släktet Amitostigma och familjen orkidéer. Inga underarter finns listade i Catalogue of Life.